# Edwin Colaço
Edwin Colaço (* 2. Oktober 1937 in Uttan) ist ein indischer Geistlicher und emeritierter Bischof von Aurangabad.

## Leben
Edwin Colaço empfing am 2. Dezember 1964 die Priesterweihe.
Papst Johannes Paul II. ernannte ihn am 1. April 1995 zum Bischof von Amravati. Die Bischofsweihe spendete ihm der Erzbischof von Bombay, Simon Ignatius Kardinal Pimenta, am 30. Juli desselben Jahres; Mitkonsekratoren waren Leobard D’Souza, Erzbischof von Nagpur, und Joseph Albert Rosario MSFS, emeritierter Bischof von Amravati.
Papst Benedikt XVI. ernannte ihn am 20. Oktober 2006 zum Bischof von Aurangabad.
Papst Franziskus nahm am 13. Mai 2015 seinen altersbedingten Rücktritt an.